# Robert Foulk
Robert Foulk (Filadelfia, 5 maggio 1908 – Los Angeles, 25 febbraio 1989) è stato un attore statunitense.

## Biografia
Robert C. Foulk nacque a Filadelfia, in Pennsylvania, il 5 maggio 1908.
Ha recitato in oltre 110 film dal 1948 al 1977 ed è apparso in oltre 140 produzioni televisive dal 1951 al 1977. Interpretò lo sceriffo H. Miller nella serie Lassie in 18 episodi dal 1958 al 1962 e lo sceriffo Glick in I 4 di Chicago del 1964. Si è prestato poi alla caratterizzazione di numerosi personaggi in svariate produzioni western, sia per il cinema che per la televisione.
Morì a Los Angeles, in California, il 25 febbraio 1989 e fu cremato.

## Filmografia

### Cinema
- I quattro rivali (Road House), regia di Jean Negulesco (1948)
- Quel meraviglioso desiderio (That Wonderful Urge), regia di Robert B. Sinclair (1948)
- Le due suore (Come to the Stable), regia di Henry Koster (1949)
- La furia umana (White Heat), regia di Raoul Walsh (1949)
- I corsari della strada (Thieves' Highway), regia di Jules Dassin (1949)
- Cocaina (Johnny Stool Pigeon), regia di William Castle (1949)
- Il segreto di una donna (Whirlpool), regia di Otto Preminger (1949)
- Charlie's Haunt (1950)
- Sei canaglia ma ti amo (Love That Brute) (1950)
- Sui marciapiedi (Where the Sidewalk Ends), regia di Otto Priminger (1950)
- La strada del mistero (Mystery Street), regia di John Sturges (1950)
- L'amante (A Lady Without Passport), regia di Joseph H. Lewis (1950)
- Tra mezzanotte e l'alba (Between Midnight and Dawn), regia di Gordon Douglas (1950)
- L'imprendibile signor 880 (Mister 880), regia di Edmund Goulding (1950)
- Venticinque minuti con la morte (Dial 1119) (1950)
- La città del terrore (The Killer That Stalked New York) (1950)
- Mrs. O'Malley and Mr. Malone (1950)
- Il ratto delle zitelle (The Lemon Drop Kid) (1951)
- Stop That Cab (1951)
- Follow the Sun (1951)
- Home Town Story (1951)
- Solitudine (Night Into Morning), regia di Fletcher Markle (1951)
- The Guy Who Came Back (1951)
- Chain of Circumstance, regia di Will Jason (1951)
- La donna del gangster (The Strip) (1951)
- Luci sull'asfalto (The Mob) (1951)
- Saturday's Hero (1951)
- Il lago in pericolo (The Whip Hand) (1951)
- Lo sconosciuto (The Unknown Man) (1951)
- Fuga d'amore (Elopement) (1951)
- Lo sprecone (Just This Once) (1952)
- L'ultima minaccia (Deadline - U.S.A.) (1952)
- Cantando sotto la pioggia (Singin' in the Rain) (1952)
- Carabina Williams (Carbine Williams) (1952)
- Sangue sotto la luna (Without Warning!) (1952)
- Nessuno mi salverà (The Sniper) (1952)
- La peccatrice di San Francisco (The San Francisco Story), regia di Robert Parrish (1952)
- La dama bianca (The Girl in White) (1952)
- Difendete la città (The Sellout) (1952)
- La strada dell'eternità (Glory Alley) (1952)
- Gli occhi che non sorrisero (Carrie) (1952)
- La tua bocca brucia (Don't Bother to Knock) (1952)
- La giostra umana (Full House) (1952)
- Senza madre (My Pal Gus), regia di Robert Parrish (1952)
- Squilli di primavera (Stars and Stripes Forever) (1952)
- Androclo e il leone (Androcles and the Lion) (1952)
- Marinai a terra (All Ashore) (1953)
- I Love Melvin (1953)
- Prendeteli vivi o morti (Code Two) (1953)
- Il 49º uomo (The 49th Man) (1953)
- La porta del mistero (Remains to Be Seen) (1953)
- A Slight Case of Larceny (1953)
- Sangue sul fiume (Powder River) (1953)
- Gli uomini preferiscono le bionde (Gentlemen Prefer Blondes) (1953)
- Armando e Michaela Denis fra i cacciatori di teste (Valley of Head Hunters) (1953)
- Verso il Far West (Overland Pacific) (1954)
- I rinnegati del Wyoming (Wyoming Renegades), regia di Fred F. Sears (1954)
- Terra lontana (The Far Country) (1954)
- La valle dell'Eden (East of Eden) (1955)
- Il seme della violenza (Blackboard Jungle) (1955)
- La straniera (Strange Lady in Town) (1955)
- La valanga degli uomini rossi (Apache Ambush) (1955)
- Flash! cronaca nera (Headline Hunters) (1955)
- Gioventù bruciata (Rebel Without a Cause) (1955)
- I corsari del grande fiume (The Rawhide Years) (1955)
- I pionieri dell'Alaska (The Spoilers) (1955)
- Carousel, regia di Henry King (1956)
- La frustata (Backlash) (1956)
- L'uomo che uccise il suo cadavere (Indestructible Man) (1956)
- La donna venduta (Hot Blood) (1956)
- Le 22 spie dell'Unione (The Great Locomotive Chase) (1956)
- Ore d'angoscia (A Cry in the Night) (1956)
- The Great Man (1956)
- L'ultimo dei banditi (Last of the Badmen) (1957)
- Hold That Hypnotist (1957)
- Furia a Rio Apache (Sierra Stranger) (1957)
- Ragazze senza nome (Untamed Youth) (1957)
- I rivoltosi di Boston (Johnny Tremain) (1957)
- L'albero della vita (Raintree County) (1957)
- L'impareggiabile Godfrey (My Man Godfrey) (1957)
- I pionieri del West (The Tall Stranger) (1957)
- La legge del fucile (Day of the Badman) (1958)
- Cinque ore disperate (Hell's Five Hours) (1958)
- Quantrill il ribelle (Quantrill's Raiders) (1958)
- Furia selvaggia (The Left Handed Gun) (1958)
- Tutte le ragazze lo sanno (Ask Any Girl) (1959)
- Dai Johnny dai! (Go, Johnny, Go!) (1959)
- Born to Be Loved (1959)
- Fermati cow boy! (Cast a Long Shadow) (1959)
- Colpo grosso (Ocean's Eleven) (1960)
- La spiaggia del desiderio (Where the Boys Are) (1960)
- Swingin' Along (1961)
- Tutti pazzi in coperta (All Hands on Deck) (1961)
- Alla fiera per un marito (State Fair) (1962)
- Avventura nella fantasia (The Wonderful World of the Brothers Grimm) (1962)
- Il piede più lungo (The Man from the Diners' Club) (1963)
- Il sole nella stanza (Tammy and the Doctor) (1963)
- Le astuzie della vedova (A Ticklish Affair) (1963)
- I 4 di Chicago (Robin and the 7 Hoods) (1964)
- Donne, v'insegno come si seduce un uomo (Sex and the Single Girl) (1964)
- Jean Harlow, la donna che non sapeva amare (Harlow) (1965)
- L'ultimo omicidio (Once a Thief) (1965)
- Lord Love a Duck (1966)
- Un maggiordomo nel Far West (The Adventures of Bullwhip Griffin) (1967)
- Otto in fuga (Eight on the Lam) (1967)
- Hell on Wheels (1967)
- Gli anni impossibili (The Impossible Years) (1968)
- I sei della grande rapina (The Split) (1968)
- Un Maggiolino tutto matto (The Love Bug) (1968)
- Meglio morto che vivo (More Dead Than Alive) (1969)
- Il computer con le scarpe da tennis (The Computer Wore Tennis Shoes) (1969)
- Sergente Flep indiano ribelle (Flap) (1970)
- Il magliaro a cavallo (Skin Game) (1971)
- Provaci ancora mamma (Bunny O'Hare) (1971)
- L'imperatore del Nord (Emperor of the North Pole) (1973)
- Win, Place or Steal (1975)
- Elliot, il drago invisibile (Pete's Dragon), regia di Don Chaffey (1977)

### Televisione
- Squadra mobile (Racket Squad) – serie TV, un episodio (1951)
- Rebound – serie TV, un episodio (1952)
- Your Jeweler's Showcase – serie TV, un episodio (1952)
- Gianni e Pinotto (The Abbott and Costello Show) – serie TV, episodio 2x05 (1953)
- ABC Album – serie TV, un episodio (1953)
- City Detective – serie TV, un episodio (1954)
- Mayor of the Town – serie TV, un episodio (1954)
- Waterfront – serie TV, 2 episodi (1954)
- Mickey Spillane's 'Mike Hammer!' – film TV (1954)
- Stories of the Century – serie TV, un episodio (1954)
- Fireside Theatre – serie TV, 5 episodi (1952-1954)
- Rocky Jones, Space Ranger – serie TV, un episodio (1954)
- The Whistler – serie TV, episodio 1x04 (1954)
- General Electric Theater – serie TV, un episodio (1954)
- Four Star Playhouse – serie TV, 2 episodi (1954)
- Climax! – serie TV, episodio 1x10 (1954)
- I Married Joan – serie TV, 3 episodi (1953-1955)
- Il cavaliere solitario (The Lone Ranger) – serie TV, 4 episodi (1952-1955)
- Stage 7 – serie TV, episodio 1x19 (1955)
- The Man Behind the Badge – serie TV, 2 episodi (1955)
- Celebrity Playhouse – serie TV, episodio 1x02 (1955)
- Sheena: Queen of the Jungle – serie TV, un episodio (1955)
- The Great Gildersleeve – serie TV, 2 episodi (1955)
- Frida (My Friend Flicka) – serie TV, episodio 1x10 (1955)
- Chevron Hall of Stars – serie TV, un episodio (1956)
- You Are There – serie TV, un episodio (1956)
- The Ford Television Theatre – serie TV, 4 episodi (1953-1956)
- Alfred Hitchcock presenta (Alfred Hitchcock Presents) – serie TV, un episodio (1956)
- TV Reader's Digest – serie TV, 3 episodi (1955-1956)
- December Bride – serie TV, 2 episodi (1956)
- Schlitz Playhouse of Stars – serie TV, 2 episodi (1955-1956)
- It's a Great Life – serie TV, 2 episodi (1954-1956)
- Adventures of Superman – serie TV, un episodio (1956)
- General Electric Summer Originals – serie TV, un episodio (1956)
- The Adventures of Jim Bowie – serie TV, 2 episodi (1956)
- The Hardy Boys: The Mystery of the Applegate Treasure – serie TV, 15 episodi (1956)
- Cavalcade of America – serie TV, 5 episodi (1953-1956)
- The George Burns and Gracie Allen Show – serie TV, 4 episodi (1954-1956)
- Corky, il ragazzo del circo (Circus Boy) – serie TV, episodio 1x12 (1956)
- The Gray Ghost – serie TV, episodio 1x04 (1957)
- Lucy ed io (I Love Lucy) – serie TV, un episodio (1957)
- Telephone Time – serie TV, episodio 2x20 (1957)
- Broken Arrow – serie TV, un episodio (1957)
- Sheriff of Cochise – serie TV, 2 episodi (1956-1957)
- The Millionaire – serie TV, 2 episodi (1956-1957)
- The 20th Century-Fox Hour – serie TV, 4 episodi (1955-1957)
- Papà ha ragione (Father Knows Best) – serie TV, 5 episodi (1954-1957)
- The Silent Service – serie TV, un episodio (1957)
- Code 3 – serie TV, 2 episodi (1957)
- Meet McGraw – serie TV, un episodio (1957)
- Trackdown – serie TV, un episodio (1957)
- Man Without a Gun – serie TV, un episodio (1957)
- Make Room for Daddy – serie TV, un episodio (1957)
- Richard Diamond (Richard Diamond, Private Detective) – serie TV, un episodio (1958)
- Mike Hammer – serie TV, un episodio (1958)
- Tombstone Territory – serie TV, 3 episodi (1957-1958)
- State Trooper – serie TV, un episodio (1958)
- Jefferson Drum – serie TV, 2 episodi (1958)
- How to Marry a Millionaire – serie TV, un episodio (1958)
- Union Pacific – serie TV, un episodio (1958)
- The Bob Cummings Show – serie TV, un episodio (1958)
- Avventure in elicottero (Whirlybirds) – serie TV, 2 episodi (1957-1958)
- Ricercato vivo o morto (Wanted: Dead or Alive) – serie TV, episodio 1x16 (1958)
- Northwest Passage – serie TV, un episodio (1959)
- The Real McCoys – serie TV, un episodio (1959)
- Furia (Fury) – serie TV, 2 episodi (1956-1959)
- The Restless Gun – serie TV, episodio 2x27 (1959)
- 26 Men – serie TV, 4 episodi (1958-1959)
- U.S. Marshal – serie TV, un episodio (1959)
- Disneyland – serie TV, 2 episodi (1959)
- Letter to Loretta – serie TV, 13 episodi (1953-1959)
- Dennis the Menace – serie TV, un episodio (1959)
- The Rebel – serie TV, un episodio (1959)
- This Man Dawson – serie TV, episodio 1x21 (1960)
- Overland Trail – serie TV, un episodio (1960)
- The Man from Blackhawk – serie TV, un episodio (1960)
- Wichita Town – serie TV, 6 episodi (1959-1960)
- The Texan – serie TV, 3 episodi (1958-1960)
- Bat Masterson – serie TV, un episodio (1960)
- Colt .45 – serie TV, 3 episodi (1958-1960)
- Avventure lungo il fiume (Riverboat) – serie TV, un episodio (1960)
- Guestward Ho! – serie TV, un episodio (1960)
- Hennesey – serie TV, un episodio (1960)
- Gli intoccabili (The Untouchables) – serie TV, un episodio (1961)
- Outlaws – serie TV, un episodio (1961)
- The Rifleman – serie TV, 5 episodi (1959-1961)
- The Many Loves of Dobie Gillis – serie TV, un episodio (1961)
- Indirizzo permanente (77 Sunset Strip) – serie TV, episodio 3x28 (1961)
- Maverick – serie TV, 3 episodi (1957-1961)
- Coronado 9 – serie TV, un episodio (1961)
- I racconti del West (Zane Grey Theater) – serie TV, 2 episodi (1958-1961)
- Tales of Wells Fargo – serie TV, 2 episodi (1957-1961)
- The Deputy – serie TV, 2 episodi (1960-1961)
- Carovana (Stagecoach West) – serie TV, episodio 1x35 (1961)
- Lotta senza quartiere (Cain's Hundred) – serie TV, un episodio (1961)
- Hawaiian Eye – serie TV, episodio 3x05 (1961)
- Avventure in paradiso (Adventures in Paradise) – serie TV, episodio 3x06 (1961)
- The Tall Man – serie TV, un episodio (1961)
- Ai confini della realtà (The Twilight Zone) – serie TV, episodio 3x19 (1962)
- The Dick Powell Show – serie TV, episodio 1x21 (1962)
- Frontier Circus – serie TV, un episodio (1962)
- Io e i miei tre figli (My Three Sons) – serie TV, 2 episodi (1962)
- Cheyenne – serie TV, 4 episodi (1957-1962)
- The Jack Benny Program – serie TV, un episodio (1963)
- Going My Way – serie TV, episodio 1x25 (1963)
- Channing – serie TV, un episodio (1963)
- La legge del Far West (Temple Houston) – serie TV, episodio 1x04 (1963)
- Mister Ed, il mulo parlante (Mister Ed) – serie TV, 2 episodi (1961-1963)
- The Crisis (Kraft Suspense Theatre) – serie TV, un episodio (1964)
- Diamond Jim: Skulduggery in Samantha – film TV (1965)
- Perry Mason – serie TV, 4 episodi (1958-1965)
- A Man Called Shenandoah – serie TV, episodio 1x01 (1965)
- Gunsmoke – serie TV, 2 episodi (1955-1966)
- The Lucy Show – serie TV, un episodio (1966)
- Mona McCluskey – serie TV, un episodio (1966)
- The Bob Hope Show – serie TV, un episodio (1966)
- Laredo – serie TV, un episodio (1966)
- Lassie – serie TV, 20 episodi (1954-1967)
- Daniel Boone – serie TV, 2 episodi (1964-1967)
- Lost in Space – serie TV, 2 episodi (1967-1968)
- The Beverly Hillbillies – serie TV, 2 episodi (1963-1968)
- Bonanza – serie TV, 13 episodi (1960-1968)
- Cimarron Strip – serie TV, episodio 1x21 (1968)
- Al banco della difesa (Judd for the Defense) – serie TV, un episodio (1968)
- Il grande teatro del west (The Guns of Will Sonnett) – serie TV, 2 episodi (1967-1968)
- La grande vallata (The Big Valley) – serie TV, un episodio (1968)
- Lancer – serie TV, episodio 1x13 (1969)
- Il virginiano (The Virginian) – serie TV, episodio 8x15 (1970)
- Arrivano le spose (Here Come the Brides) – serie TV, un episodio (1970)
- Mod Squad, i ragazzi di Greer (The Mod Squad) – serie TV, un episodio (1970)
- La fattoria dei giorni felici (Green Acres) – serie TV, 16 episodi (1966-1971)
- Reporter alla ribalta (The Name of the Game) – serie TV, un episodio (1971)
- Here's Lucy – serie TV, 4 episodi (1971-1972)
- Hec Ramsey – serie TV, un episodio (1972)
- Kung Fu – serie TV, un episodio (1973)
- Love, American Style – serie TV, un episodio (1973)
- Giovani cowboys (The Cowboys) – serie TV, un episodio (1974)
- Adam-12 – serie TV, un episodio (1974)
- La casa nella prateria (Little House on the Prairie) – serie TV, un episodio (1975)
- Barbary Coast – serie TV, un episodio (1975)
- Testimony of Two Men – miniserie TV (1977)